# Hejaz

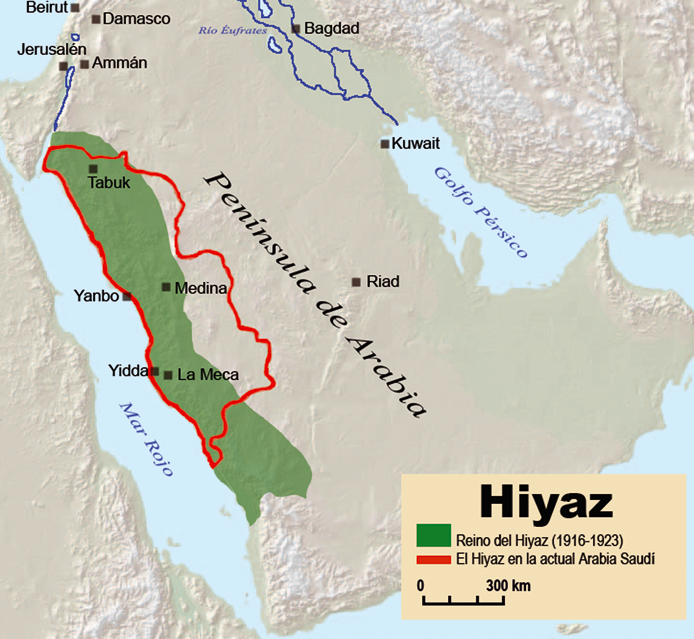
Mapa com a região saudita indicada em vermelho e o reino histórico homônimo ressaltado em verde

O Hejaz em árabe: الحجاز‎, transl. al-Ḥidjāz, lit. "a barreira") é uma região no oeste da Arábia Saudita. Banhada pelo mar Vermelho, estende-se desde Haql, no golfo de Acaba, até Jizã. Sua principal cidade é Gidá, mas a área é mais conhecida por incluir Meca e Medina, cidades santas do Islã. O nome "Hejaz" significa "barreira", em árabe, devido ao fato de a região separar o Négede, a leste, da terra de Tiama, a oeste.
Há indícios de que o Hejaz (ou partes dele) tenha integrado a província romana da Arábia Pétrea. Sob controle de potências regionais, como o Egito e o Império Otomano, ao longo da maior parte de sua história, o Hejaz gozou de independência política por um breve período no início do século XX, proclamada em 1916 pelo xerife de Meca, Huceine ibne Ali. Foi uma das diversas áreas do Império Otomano rebeladas por obra de T. E. Lawrence (conhecido como "Lawrence da Arábia") durante a Primeira Guerra Mundial. Entretanto, em 1924, a autoridade de ibn Ali foi usurpada por ibn Saud (futuro fundador e primeiro Rei do Reino da Arábia Saudita), que vinha da região do Négede.
Mesmo hoje, os hejazis seguem uma interpretação do Islã mais moderada do que a uaabista, que surgiu no Négede.